# دراز (بستک)
 دراز روستای کوچکی است از توابع بخش جناح شهرستان بستک در غرب استان هرمزگان در جنوب ایران واقع شده‌است..

## فهرست منابع و مآخذ
- محمد، صدیق    «تارخ فارس»   صفحه‌های (۵۰  ـ  ۵۱  ـ ۵۲  ـ ۵۳)، چاپ سال ۱۹۹۳ میلادی.
- درگاه فهرست آثار ملی ایران

الکوخردی، محمد، بن یوسف، (کُوخِرد حَاضِرَة اِسلامِیةَ عَلی ضِفافِ نَهر مِهران Kookherd, an Islamic District on the bank of Mehran River) الطبعة الثالثة، دبی: سنة ۱۹۹۷ للمیلاد.